# Kedah Open 2013
Die Kedah Open 2013 im Badminton fanden vom 28. Mai bis zum 1. Juni 2013 in Alor Setar in Kedah, Malaysia statt.

## Sieger und Platzierte
| Disziplin    | Gold                      | Silber                           | Bronze                                  |
| ------------ | ------------------------- | -------------------------------- | --------------------------------------- |
| Herreneinzel | Chong Wei Feng            | Daren Liew                       | Tan Chun Seang                          |
| Herreneinzel | Chong Wei Feng            | Daren Liew                       | Iskandar Zulkarnain Zainuddin           |
| Dameneinzel  | Sonia Cheah Su Ya         | Tee Jing Yi                      | Yang Li Lian                            |
| Dameneinzel  | Sonia Cheah Su Ya         | Tee Jing Yi                      | Lim Chiew Sien                          |
| Herrendoppel | Goh V Shem Lim Khim Wah   | Hoon Thien How Tan Wee Kiong     | Razif Abdul Latif Muhammad Hafiz Hashim |
| Herrendoppel | Goh V Shem Lim Khim Wah   | Hoon Thien How Tan Wee Kiong     | Chooi Kah Ming Ow Yao Han               |
| Damendoppel  | Lee Meng Yean Lim Yin Loo | Shevon Jemie Lai Soong Fie Cho   | Erica Khoo Pei Shan See To Chia Vern    |
| Damendoppel  | Lee Meng Yean Lim Yin Loo | Shevon Jemie Lai Soong Fie Cho   | Chow Mei Kuan Vivian Hoo Kah Mun        |
| Mixed        | Tan Aik Quan Goh Liu Ying | Koo Kien Keat Vivian Hoo Kah Mun | Tan Chee Tean Chow Mei Kuan             |
| Mixed        | Tan Aik Quan Goh Liu Ying | Koo Kien Keat Vivian Hoo Kah Mun | Vountus Indra Mawan Sannatasah Saniru   |